# TCF19
TCF19‏ (Transcription factor 19) هوَ بروتين يُشَفر بواسطة جين TCF19 في الإنسان.